# Vachellia horrida
Vachellia horrida (L.) Kyal. & Boatwr., 2013 è un arbusto od alberello della famiglia delle Fabacee.
L'epiteto specifico horrida deriva dal latino horrere, "irto".

## Descrizione
Ha foglie composte, pennate, rami spinosi con spine acuminante bene evidenti, lunghe diversi centimetri, di colore bianco.
I fiori sono gialli, riuniti in capolini sferici.

## Distribuzione e habitat
La pianta è diffusa nell'Africa nord-orientale (Sudan, Etiopia, Kenya, Somalia, Uganda) in India e in Birmania.